# Rhododendron phaeochrysum
Rhododendron phaeochrysum är en ljungväxtart som beskrevs av Isaac Bayley Balfour och W.W. Sm. Rhododendron phaeochrysum ingår i släktet rododendron, och familjen ljungväxter.

## Underarter
Arten delas in i följande underarter:
- R. p. agglutinatum
- R. p. levistratum

## Bildgalleri

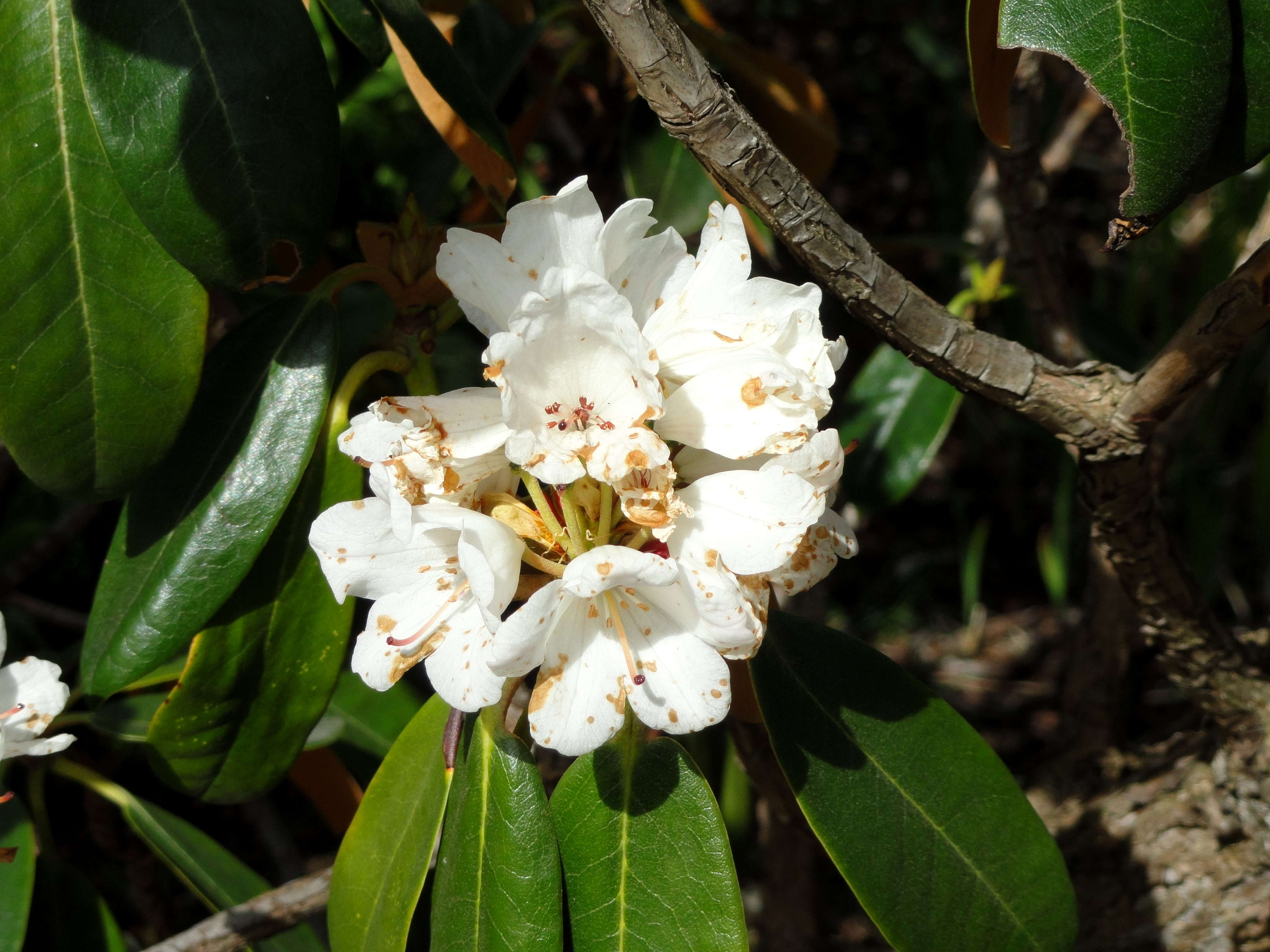